# Топонимия Латвии

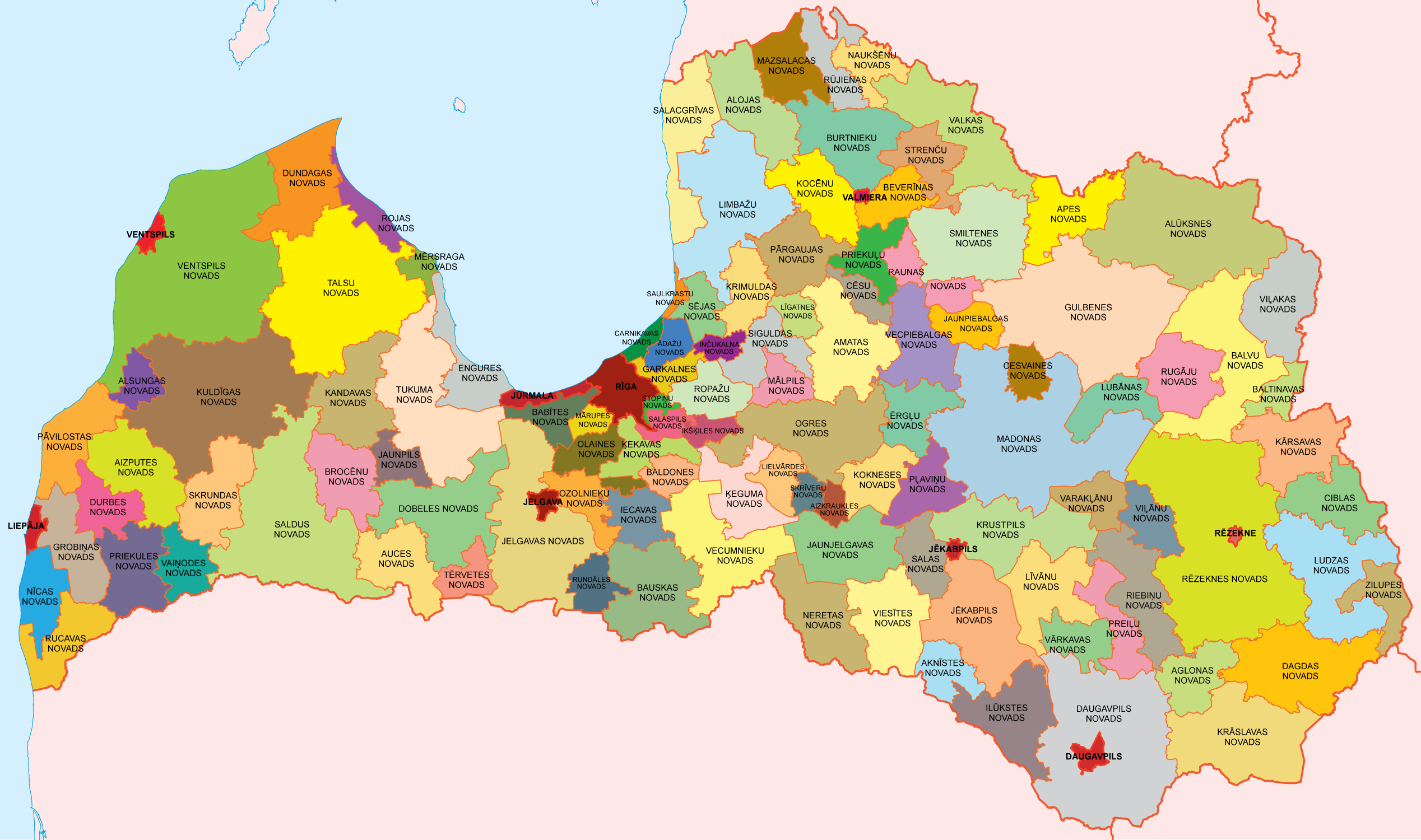
Административное деление Латвии

Топонимия Латвии — совокупность географических названий, включающая наименования природных и культурных объектов на территории Латвии. Структура и состав топонимии страны обусловлены её географическим положением, историей и лингвистической ситуацией в стране.

## Название страны
Впервые похожее название в форме «Леттия» (Lettia, Letthia, Leththia) встречается в «Хронике» Генриха Латвийского (1209). Первоначально немцы так называли земли, где жили латгалы. Название «Латвия» пришло в латышский язык из литовского, в котором оно образовалось от этнонима латышей — «латвяй» (лит. latviai). Этимология этнонима неясна.

## Формирование и состав топонимии
Топонимия Латвии в целом характеризуется наличием основного латышского топонимического пласта, при заметном присутствии русскоязычных топонимов на востоке, следами немецкого языка на западе и эстонского — на севере. На севере страны (в Вентспилском крае) обитает небольшой народ ливы, но в топонимии Латвии этот этноним отразился достаточно хорошо:Лифляндия, Ливония и т. д.(.
Несмотря на равнинный в целом характер рельефа, Латвия имеет довольно богатую оронимию: многим холмам и возвышенностям даны названия с характерным формантом -калнс («гора»): Слянюмакалнс («мокрая гора»), Орманакалнс («извозчичья гора»), Скаискалнс («красивая гора»), Горкалнс («длинная гора»).
Гидронимия Латвии почти полностью имеет балтийское происхождение. Например, Даугава (в скандинавских источниках XII—XIV веков именуется Dyna, у орденских немцев Дюна или Дина), Лиелупе (латыш. Lielupe, в переводе — «большая река»), Вента (латыш. Venta), Айвиексте (латыш. Aiviekste), Гауя (латыш. Gauja, по версии А. Биленштейна, название произошло от ливского keùv или южно-эстонского kõiv, что в переводе «берёза», то есть «берёзовая река»), Мемеле (латыш. Mēmele), Свете (латыш. Svēte), Иецава (латыш. Iecava), и другие.
В ойконимии Жучкевич выделяет 5 групп топонимов по типу образования:
- I группа — топонимы, характеризующие природные условия (рельеф, растительность и т. д.): Упеньки, Эзерниеки, Саулкрасты, Плявинас, Залите, Межниеки, Силмала, Озолайте, Лиепайя, Гробине;
- II группа — топонимы, характеризующие занятия жителей: Калеи, Курпники, Сикшники, Мурнаки, Дреймзна, Шкетники, Венделжи;
- III группа — топонимы, характеризующие особенности объекта: Лидуми, Рижники;
- IV группа — топонимы-патронимы, данные от собственных имён (фамилий) в Латвии довольно многочисленны, но относятся в основном к отедльным хуторам (мызам);
- V группа — топонимы, образованные переселенцами в память о местах своего происхождения — Даугавпилс, Смоленскас, Плексава [4].

## Топонимическая политика
Полномочиями присвоения официальных географических названий на территории Латвии обладают правительство, Сейм, Латвийское Агентство Геопространственной Информации (ЛАГИ) и все муниципалитеты (или самоуправления). Контролирующим и консультативным органом является Центр государственного языка. Консультативные и научно-исследовательские учреждения: Институт латышского языка Латвийского университета, ЛАГИ и Агентство латышского языка.
База данных географических названий Латвии, поддерживаемая ЛАГИ, по состоянию на январь 2016 года, содержала 153 285 названий 118 480 географических объектов. Национальный регистр адресов, поддерживаемый Государственной земельной службой, по состоянию на 1 января 2016 года, содержал названия всех административно-территориальных единиц (в том числе 110 краёв, 497 волостей, 76 городов), 6 445 официально утверждённых деревень (число их постоянно уменьшается), 17 216 улиц, 509 890 домов и зданий. Продолжается гармонизация данных этого регистра с другими регистрами — Земельной книги, Регистром населения, Регистром предприятий и т. д..
Ведётся оцифровка Картотеки географических названий Латвии (~ 1 млн географических названий), поддерживаемой Институтом латышского языка Латвийского университета.

### на русском языке
- Жучкевич В.А. Общая топонимика. Издание 2-е, исправленное и  дополненное. — Минск: Вышэйная школа, 1968. — С. 432.
- Инструкция по русской передаче географических названий Латвийской ССР / Сост. Г. Н. Саввина. Редактор: В. Э. Сталтмане. — М.: ЦНИИГАиК, 1989. — 42 с.
- Никонов В.А. Краткий топонимический  словарь. — М.: Мысль, 1966. — 509 с. — 32 000 экз.
- Поспелов Е. М. Географические названия мира. Топонимический словарь / отв. ред. Р. А. Агеева. — 2-е изд., стереотип. — М.: Русские словари, Астрель, АСТ, 2002. — 512 с. — 3000 экз. — ISBN 5-17-001389-2.
- Словарь географических названий зарубежных стран / А. М. Комков. — М.: Недра, 1986. — 459 с.
- Словарь географических названий Латвийской ССР / Составитель: А. П. Алекса. Редактор: М. Б. Волостнова. — М.: ЦНИИГАиК, 1965. — 82 с. — 300 экз.

### на других языках
- Jānis Endzelīns. Latvijas PSR vietvārdi. — Рига: Latvijas PSR Zinātn̦u Akademija, 1956.